# Vassens
 Vassens  es una población y comuna francesa, en la región de Picardía, departamento de Aisne, en el distrito de Laon y cantón de Coucy-le-Château-Auffrique.

## Demografía
| 169 | 138 | 110 | 91 | 105 | 126 |
| Para los censos de 1962 a 1999 la población legal corresponde a la población sin duplicidades (Fuente: INSEE [Consultar]) |     |     |    |     |     |